# Oscar van Hemel
Ludovicus Oscar van Hemel (Antwerpen, 3 augustus 1892 - Hilversum, 9 juli 1981) was een Nederlands componist van Belgische afkomst.

## Persoonlijk
Hij was zoon van muziekbestuurder Carolus van Hemel en Elisabeth Carolina Dymphna Borghmans. Van Hemel was gehuwd met de onderwijzeres Anna Johanna (Anneke) Wouters (1899-1980). Zij hadden een groot gezin met elf kinderen: zeven dochters en vier zonen. Een van de dochters, de CDA-politica Virginie Korte-van Hemel, was staatssecretaris van Justitie van 1982 tot 1989.
Onder de kleinkinderen van Oscar van Hemel bevindt zich onder meer violiste Muriël van Hemel. Twee leden van de band My Baby, broer en zus Joost en Cato van Dijck zijn achterkleinkinderen van Van Hemel.
Hij werd in 1962 benoemd tot ridder in de Orde van Oranje-Nassau. Bergen op Zoom heeft een Oscar van Hemelpark; Deventer een Oscar van Hemelhof (in de componistenbuurt).

## Levensloop
Hij werd opgeleid door onder meer August de Boeck en Lodewijk Mortelmans aan het Koninklijk Vlaams Conservatorium in zijn geboorteplaats. Toen de Eerste Wereldoorlog uitbrak week hij uit naar Nederland en werd violist in het orkest van de toenmalige Nederlandsche Opera in Amsterdam. In 1918 werd hij muziekleraar in de vakken viool, piano en muziektheorie aan de Gemeentemuziekschool in Bergen op Zoom. In de jaren 1930-33 studeerde hij compositie bij Willem Pijper, die grote invloed uitoefende op zijn componeerstijl. Aan hem droeg hij zijn eerste vioolsonate op. Van 1948 tot 1955 was hij docent aan het Brabants Conservatorium in Tilburg. Vanaf 1949 woonde hij in Hilversum. Van Hemel was ook muziekrecensent bij de Gooi- en Eemlander en De Maasbode. Ook nam hij vaak zitting in jury's bij concoursen voor harmonie- en fanfareorkesten en voor koren.

## Composities
De musicoloog Jos Wouters beschreef de symfonische werken van Van Hemel als volgt: "Een krachtige, opvallende opbouw van de thema's en een kleurrijke harmonie, die eigenlijk altijd de aantrekkingskracht hebben van een geordende tonaliteit, samen met bi- en multitonale geluidscomplexen, zijn factoren, die zijn muzikale denken beheersen". Een andere muziekwetenschapper, Leo Samama, schreef: "De muziek is herkenbaar persoonlijk en tegelijk in veel gevallen weinig interessant, weinig fantasievol. Alsof een handvol muzikale basisgedachten, op bijna gelijkluidende wijze uitgewerkt, steeds weer tot nieuwe composities heeft geleid" (...) Niet alleen ritmisch en metrisch is de muziek van Oscar van Hemel vaak nogal stram en dor, ook in melodische zin lijkt het of Pijpers kortademigheid niet als uiting van innerlijke gevoelens, van de eigen psyche, aangewend wordt, maar als een aangeleerd stijlmiddel". Wouter Paap meldde in de Algemene Muziek Encyclopedie: "Zijn Vlaamse herkomst is in zijn muziek steeds bespeurbaar gebleven door haar spontane zangerigheid, haar vaak bruisende energie, haar markante ritme en speelse ontwikkeling van het thematisch materiaal".

### Werken
Van Hemels oeuvre omvat symfonieën, acht concerten, kamermuziek (o.a. zes strijkkwartetten), schoolmuziek, strijktrio's, werken voor piano en voor blaasinstrumenten), liederen, koorwerken, opera's (Viviane, 1950 en De Prostituée, 1978), beiaardcomposities, muziek voor harmonie en fanfare en voor film en hoorspel. Wouter Paap haalde voor zijn artikel in de Algemene Muziek Encyclopedie een flink aantal werken aan waaronder
- de vijf symfonieën (1935, 1948, 1952, 1962, 1964)
- Vioolconcert nr, 1 (1948); een aantal keren gespeeld door Theo Olof
- Vioolconcert nr. 2 (1968); gepromoot door Herman Krebbers, vierdelig werk, bestaat alleen uit scherzandi; 1e deel voor viool met begeleiding door houtblazers; 2e deel voor viool begeleid door strijkorkest; 3e deel voor viool met slagwerk en harp; 4e deel voor viool met volledig orkest; onder andere een uitvoering 28 september 1972 door Krebbers met het Concertgebouworkest onder leiding van Bernard Haitink
- Vioolconcert nr. 3 (1979); première door Theo Olof
- Vier koperkwartetten
- Zes strijkkwartetten (1931, 1935, 1947, 1953, 1956 en 1961)
- Suite voor orkest (circa 1939; première door Arnhemse Orkest Vereniging onder leiding van Willem Andriessen
- Resurrectio (1941); première door het Rotterdams Philharmonisch Orkest onder leiding van Eduard Flipse; opgedragen aan dirigent en orkest
- Pianoconcert (1942), opgedragen aan Marinus Flipse; die de première verzorgde begeleid door het Rotterdamse Philhamronisch Orkest onder leiding van Eduard Flipse
- Hoboconcert (1955); diverse keren uitgevoerd door Haakon Stotijn met het Concertgebouworkest onder leiding van Henri Arends en Eugen Jochum.
- Concerto per instrumenti a fiato (1960) (3 fluiten, 2 hobo’s, althobo, 2 klarinetten, basklarinet, 2 fagotten, contrafagot, 4 hoorns, 3 trompetten, 3 trombones, en tuba); diverse keren uitgevoerd door het Concertgebouworkest onder leiding van het Bernard Haitink

### Discografie[6]
- Ballade voor orkest, Vioolconcerten nr. 1 en 2, Te Deum voor solisten, koor en orkest (Marcato CD 139203)
- Pianotrio, Sonatine voor piano, Vierde strijkkwartet, Klarinetkwintet en About commedia dell'arte (Marcato CD 199602)
- Four Shakespeare Sonnets (Contrapunctus Musicus VC 2446)
- Isidorus (Clipsound CCD 10496)
- Vocale Muziek' (Marcato CD 229901), uitgave in opdracht van Stichting Oscar van Hemel met oude vocale (radio-)opnamen

### Prijzen
- 1938 3e prijs van de Société Royale d'Harmonie te Antwerpen met Pianotrio
- 1939 3e prijs bij de Koningin Elisabethwedstrijd in Brussel met Pianokwartet
- 1946 Muziekprijs van de Gemeente Amsterdam voor het eerste Vioolconcert
- 1946 Prijs van de Nederlandse Regering voor Ballade voor groot orkest
- 1953 2e prijs in het Concours International de Composition pour Quatuor à Cordes in Luik met Strijkkwartet no. 4
- 1955 Muziekprijs van de Gemeente Amsterdam voor de Herdenkingshymne
- 1958 Visser-Neerlandiaprijs voor de geestelijke cantate Maria Magdalena
- 1962 Ridder in de Orde van Oranje-Nassau
- 1962 Professor van der Leeuw-prijs voor Strijkkwartet no. 4
- 1962 Visser-Neerlandiaprijs voor het Strijkkwartet no. 6
- 1964 Cultuurprijs van de Gemeente Hilversum
- 1971 Cultuurprijs van de Provincie Noord-Brabant